# Paula Majoor

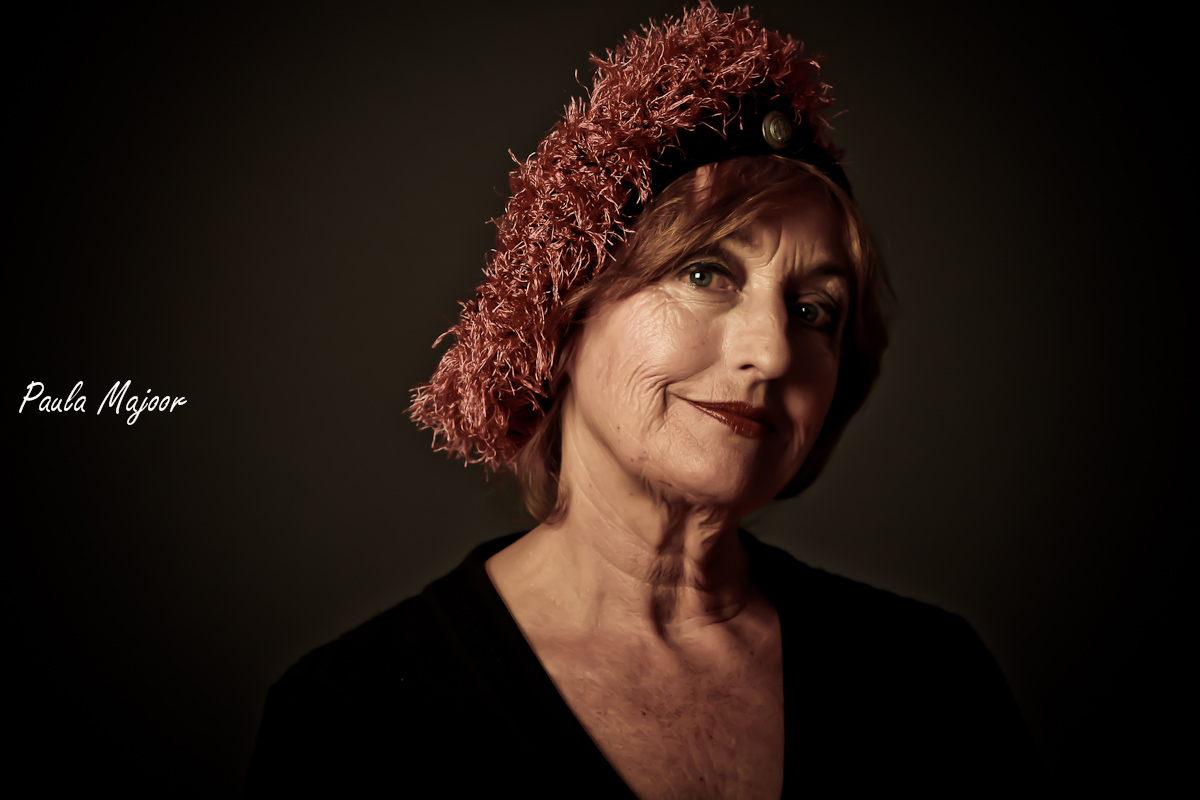
Paula Majoor

Paula Majoor (Laren (NH), 15 februari 1942) is een Nederlands hoorspelactrice.

## Loopbaan
Majoor, die als lid van de hoorspelkern aan meer dan vierhonderd hoorspelen heeft meegewerkt, was jarenlang de Nederlandse stem van Pippi Langkous in de gelijknamige televisieserie. Ook leende zij haar stem aan personages uit poppen- en tekenfilmseries als Suske en Wiske en De Snorkels. Voor de tweede uitgave van de Nederlandstalige versie van de Disney-film Bambi sprak ze de stem in van de volwassen Feline, het vriendinnetje van Bambi. Tevens sprak ze de stem van professor Anderling in voor de Nederlandse versie van de Harry Potter-films.
Majoor is de moeder van stemactrice Barbara Dicker, stemactrice Jacinta Dicker, violiste-zangeres-stemactrice Jannemien Cnossen, bariton-stemacteur Wiebe-Pier Cnossen en violiste Maria-Paula Majoor. De laatste drie werden geboren uit het in 1972 gesloten huwelijk met pianist-begeleider Wiebe Cnossen.

## Filmografie
- Thunderbirds (televisieserie) - Tin-tin (stem, 1965-1968)
- Pippi Langkous (televisieserie) - Pippi Langkous (stem, 1969-1971)
- Woes en Flop in Wonderland (televisieserie) - (stem, 1972)
- Kunt u mij de weg naar Hamelen vertellen, mijnheer? (televisieserie) - Prinses Gale (1972-1976) en Heks Roerei (stem)
- Bollie en Billie (tekenfilmserie) - Bollie (stem, 1975)
- Suske en Wiske (televisieserie) - Suske (stem, 1975)
- Lappenkat (televisieserie) - (stem, 1976-1977)
- Dunderklumpen! (televisieserie/film) - Bloemhaar (stem, 1977)
- Puppie (tekenfilmserie) - Dolly/Pietje (stem, 1983)
- De Snorkels (tekenfilmserie) - Daphne, Dimmy, Willy (stem, 1984)
- De Troetelbeertjes (tekenfilmserie) - verschillende personages (stem, 1985)
- She-Ra: Princess of Power (tekenfilmserie) - Loo Kee (stem, 1985)
- Lucky Luke (televisieserie) - Calamity Jane (stem, 1986-1987)
- Covergirl - Juweliersvrouw (1990)
- Flodder (televisieserie) - Els van de Boogert (16 afleveringen) (1993-1998)
- Goede tijden, slechte tijden (televisieserie) - Antoinette Balk (afleveringen in 1993, 1994, 1995 en 2000)
- Vrouwenvleugel (televisieserie) - Oma Schmeenk (aflevering Liefde en haat, 1995)
- Lisa und die Säbelzahntiger - Eva/vrouw in de tram (1995)
- Onderweg naar Morgen (televisieserie) - Mevrouw Groeneveld (aflevering 1.96, 1996)
- Het sluitend bewijs (1996)
- Mulan (stem, 1998)
- Jimmy Neutron: Wonderkind (tekenfilm en tekenfilmserie) - Juf Vogel (2001, stem)
- The Miracle Maker (stop-motion-/tekenfilm) - Rachel (stem, 2000)
- Lady en de Vagebond II: Rakkers Avontuur - (stem, 2001)
- Harry Potter (filmreeks) - Professor Anderling
- Barbie als Rapunzel - Gothel (stem, 2002)
- The Fairytaler (televisieserie) - Verschillende personages (2003-2005, stem)
- My Life as a Teenage Robot (tekenfilmserie) - Mevrouw Wakeman (stem, 2005)
- Elias de kleine Redingsboot (televisieserie) - Ricka (stem, 2005)
- Sjakie en de chocoladefabriek - Oma Jakoba (stem, 2005)
- W.I.T.C.H. (televisieserie) - Yan Lin (stem, 2005-2007)
- Kerst met Linus (televisieserie) - (stem, 2006)
- De Legende van Korra (televisieserie) - Katara (stem, 2012 - heden)
- Winx Club (televisieserie) - diverse stemmen

## Hoorspelen
- Abel, waar is je broeder?
- Atelier
- De trooster en de witte bloem
- Aarde der mensen
- De Vijf en tovenaar Woe (LP) - Julian/vertelster (stem, 1980)
- De Avonturen van Anatol (hoorspel) - Elfie (stem)
- Sprong in het heelal, 4e serie - De terugkeer van Mars - Cassia[1]
- Matt Meldon-cyclus - o.a.telefoniste

## Theater
- Oh! Calcutta! 1971[2]